# Khajidsuren Bolormaa
Khajidsuren Bolormaa (mongol : Хажидсүрэнгийн Болормаа, né le 18 janvier 1965, est une ingénieure minéralogiste mongole, ainsi qu'un défenseur des soins de santé et des droits des enfants, qui a été la première dame de Mongolie de 2009 à 2017.
Bolormaa est l'épouse de l'ancien président Tsakhiagiyn Elbegdorj. En 2006, Bolormaa a fondé la Fondation Bolor, qui s'occupe des orphelins en Mongolie.